# Чернов, Валерий Иванович
Валерий Иванович Чернов (15 января 1945 — 30 апреля 2024) — генерал-лейтенант ВС СССР, начальник Ленинградского высшего общевойскового командного училища в 1994—1997 годах.

## Биография
Родился 15 января 1945 года.
Окончил Казанское суворовское военное училище в 1964 году и Ленинградское высшее общевойсковое командное училище в 1967 году (сержант, заместитель командира взвода). После окончания училища командовал взводом, ротой и батальоном. В должности командира батальона в 1972 году поступил в Военную академию имени М. В. Фрунзе, после окончания академии был начальником штаба полка, командиром полка и начальником штаба дивизии.
Участник Афганской войны, руководил в 1982—1984 годах штабом мотострелковой дивизии, с этой должности поступил в Военную академию Генерального штаба. Командир 207-й мотострелковой дивизии в 1987—1988 годах. Позже командовал корпусом.
Генерал-лейтенант ВС РФ (13 февраля 1992). С 1992 года занимал пост заместителя командующего войсками Ленинградского военного округа по вузам, военной подготовке студентов, учащихся спецшкол и офицеров запаса начальника отдела ВУЗов и военной подготовки Ленинградского военного округа; освобождён с этой должности 21 октября 1993 года.
Начальник Ленинградского высшего общевойскового командного училища с 8 апреля 1994 года по 7 февраля 1997 года (четвёртый выпускник, ставший начальником училища). За время работы Чернова были подготовлены 21 золотой медалист; 5 человек, окончивших училище за эти годы, позже были награждены званиями Героя Российской Федерации.
Занимал пост председателя Санкт-Петербургского Союза суворовцев, нахимовцев и кадет.
Умер 30 апреля 2024 года после тяжёлой продолжительной болезни в возрасте 79 лет.

## Награды
- орден Красной Звезды[3]
- орден «Знак Почёта»[3]
- медали[3]